# Saya Kamitani
Saya Kamitani (en japonés: 上谷沙弥, Kamitani Saya; Prefectura de Kanagawa, Japón; 28 de noviembre de 1996) es una idol y luchadora profesional japonesa, quien trabaja para la empresa World Wonder Ring Stardom desde su debut en 2019.

## Biografía
Kamitani tuvo un par de papeles de baile en 2014 como bailarín de apoyo. Kamitani pasó la audición para convertirse en miembro del grupo idol AKB48, sin embargo, Kamitani no fue incluida como miembro de tiempo completo.

## Carrera

### World Wonder Ring Stardom (2018-presente)
Con su experiencia en Idol, Kamitani debutó en World Wonder Ring Stardom en un papel que no era de lucha libre como parte de «Stardom Idols», un grupo de baile y canto. Si bien los Stardom Idols duraron poco, Kamitani pasó la protesta del estrellato con Mana Hoshino el 10 de julio de 2019. Kamitani debutó el 10 de agosto en Korakuen Hall, donde desafió sin éxito a Momo Watanabe. El 18 de agosto, Kamitani obtuvo su primera victoria cuando se asoció con Rina para derrotar a Queen's Quest, compuesto por Hina y Leo Onozaki. El 4 de noviembre, en el combate oficial del Goddess of Stardom Tag League celebrado en el torneo Korakuen Hall, Kamitani y Saya Iida derrotaron a Oedo Tai, compuesto por Andras Miyagi y Kagetsu, luego de realizar un Shooting Star Press sobre Miyagi para ganar. El 8 de diciembre, Kamitani ganó el Torneo Rookie of Stardom en el Torneo Shinkiba 1st Ring, donde derrotó a Iida en la final.
El 16 de febrero de 2020, después de que Kamitani perdiera ante Utami Hayashishita, Kamitani se unió a Queen's Quest. El 17 de julio, Kamitani compitió en una lucha Triple Threat que también involucró a Iida y Maika por el Campeonato Futuro de Stardom, pero no tuvo éxito. El 26 de julio, en la competencia Korakuen Hall, y Kamitani ganaron el vacante Campeonato de las Diosas de Stardom después de derrotar al Tokyo Cyber Squad (Jungle Kyona & Konami). El 3 de octubre, Hayashishita y Kamitani tuvieron su primera defensa exitosa del título cuando derrotaron a Donna Del Mondo, compuesto por Himeka y Maika. El 27 de diciembre, Hayashishita y Kamitani perdieron el Campeonato de las Diosas de Stardom ante Bea Priestley y Konami, poniendo fin a su reinado a los 153 días.
El 5 de enero de 2021, en la segunda noche de Wrestle Kingdom 15 de New Japan Pro-Wrestling (NJPW), Kamitani hizo su primera aparición en NJPW donde ella, junto a AZM y Hayashishita, derrotaron a Himeka, Maika y Natsupoi en un dark match. El 3 de marzo, en All Star Dream Cinderella, Kamitani recibió su primer combate por el Campeonato Mundial de Stardom donde desafió a la campeona y su aliada Hayashishita por el título, pero no tuvo éxito. El 12 de junio, Kamitani ganó el Cinderella Tournament después de derrotar a Maika en la final.

## Campeonatos y logros
- World Wonder Ring Stardom
  - Wonder of Stardom Championship (1 vez)
  - High Speed Championship (1 vez, actual)
  - Goddess of Stardom Championship (1 vez) – con Utami Hayashishita
  - Cinderella Tournament (2021)
  - Rookie of Stardom (2019)

- Pro Wrestling Illustrated
  - Situada en el Nº7 en el PWI Female 150 en 2022[12]